# China Open 2006 (Tennis)
Die China Open 2006 in Peking waren ein Tennisturnier für Damen der WTA Tour 2006, das vom 16. bis 24. September 2006 stattfand, sowie ein Tennisturnier für Herren der ATP Tour 2006, das vom 11. bis zum 18. September stattfand.